# 阿道夫·腓特烈四世
阿道夫·腓特烈四世（德語：Adolf Friedrich IV.，1738年5月5日—1794年6月2日），梅克倫堡-施特雷利茨公爵，1752年至1794年在位。
阿道夫·腓特烈終生未婚，1794年於新施特雷利茨去世，享年56歲。